# National League North
National League North (tidligere Conference North) er en division i den engelske fodboldliga Football Conference. Divisionen udgør sammen med National League South niveau 6 i det engelske ligasystem og er dermed den næsthøjst rangerende division i The FA's National League System. Divisionen består af 24 hold, der hver sæson spiller om to oprykningspladser til National League, og om at undgå tre nedrykningspladser til niveau 7, dvs. til Premier Division i Northern Premier League, Southern League eller Isthmian League.
De fleste af holdene i National League North er deltidsprofessionelle.
Af sponsormæssige årsager var divisionen kendt som Nationwide North fra dens dannelse i 2004 indtil 2007, hvor den blev omdøbt til Blue Square North. I 2010 blev den omdøbt til Blue Square Bet North. Da Blue Square-sponsoratet sluttede i 2013, blev den omdøbt til Skrill North indtil 2014-15 sæsonen, hvor den blev omdøbt til Vanarama North. Der fulgte yderligere en navneændring i 2015, hvor divisionen blev omdøbt til Vanarama National League North.

## Nuværende hold i 24/25 sæsonen
| Klub                   | Slut placering i sidste sæson 2023–24        | Lokation          | Stadion                      | Kapacitet |
| ---------------------- | -------------------------------------------- | ----------------- | ---------------------------- | --------- |
| Alfreton Town          | 5.                                           | Alfreton          | Impact Arena                 | 3,600     |
| Brackley Town          | 3.                                           | Brackley          | St. James Park               | 3,500     |
| Buxton                 | 14.                                          | Buxton            | The Silverlands              | 5,200     |
| Chester                | 10.                                          | Chester           | Deva Stadium                 | 6,500     |
| Chorley                | 4.                                           | Chorley           | Victory Park                 | 4,100     |
| Curzon Ashton          | 14.                                          | Ashton-under-Lyne | Tameside Stadium             | 4,000     |
| Darlington             | 16.                                          | Darlington        | Blackwell Meadows            | 3,300     |
| Farsley Celtic         | 20.                                          | Farsley           | The Citadel                  | 3,900     |
| Hereford               | 11.                                          | Hereford          | Edgar Street                 | 5,250     |
| Kidderminster Harriers | 22. i National League (nedrykket)            | Kidderminster     | Aggborough                   | 6,238     |
| King's Lynn Town       | 18.                                          | King's Lynn       | The Walks                    | 8,200     |
| Leamington             | 3. i Southern League (oprykket via play-off) | Leamington        | Your Co-Op Community Stadium | 3,050     |
| Marine                 | 3. i Northern League (oprykket via play-off) | Crosby            | Marine Travel Arena          | 2,200     |
| Peterborough Sports    | 15.                                          | Peterborough      | Lincoln Road                 | 2,300     |
| Radcliffe              | 1. i Northern League (oprykket)              | Radcliffe         | Stainton Park                | 3,500     |
| Rushall Olympic        | 19.                                          | Walsall (Rushall) | Dales Lane                   | 2,000     |
| Scarborough Athletic   | 13.                                          | Scarborough       | Flamingo Land Stadium        | 2,833     |
| Scunthorpe United      | 2.                                           | Scunthorpe        | Glanford Park                | 9,088     |
| South Shields          | 8.                                           | South Shields     | 1st Cloud Arena              | 4,000     |
| Southport              | 17.                                          | Southport         | Haig Avenue                  | 6,008     |
| Spennymoor Town        | 10.                                          | Spennymoor        | The Brewery Field            | 4,300     |
| Warrington Town        | 12.                                          | Warrington        | Cantilever Park              | 3,500     |

## Vindere
| Sæson   | Vindere            | Play-off vindere          |
| ------- | ------------------ | ------------------------- |
| 2004–05 | Southport          | Altrincham                |
| 2005–06 | Northwich Victoria | Stafford Rangers          |
| 2006–07 | Droylsden          | Farsley Celtic            |
| 2007–08 | Kettering Town     | Barrow                    |
| 2008–09 | Tamworth           | Gateshead                 |
| 2009–10 | Southport (2)      | Fleetwood Town            |
| 2010–11 | Alfreton Town      | AFC Telford United        |
| 2011–12 | Hyde               | Nuneaton Town             |
| 2012–13 | Chester            | FC Halifax Town           |
| 2013–14 | AFC Telford United | Altrincham                |
| 2014–15 | Barrow             | Guiseley                  |
| 2015–16 | Solihull Moors     | North Ferriby United      |
| 2016–17 | AFC Fylde          | FC Halifax Town           |
| 2017–18 | Salford City       | Harrogate Town            |
| 2018–19 | Stockport County   | Chorley                   |
| 2019–20 | King's Lynn Town   | Altrincham                |
| 2020–21 | Aflyst             | Aflyst                    |
| 2021–22 | Gateshead          | York City                 |
| 2022–23 | AFC Fylde (2)      | Kidderminster Harriers FC |
| 2023–24 | Tamworth (2)       | Boston United             |